# Alice Elizabeth Doherty
Alice Elizabeth Doherty (Minneapolis, Minnesota, 14 de marzo de 1887 – Dallas, Texas, 14 de junio de 1933) fue la única persona conocida nacida con hipertricosis lanuginosa en la historia de los Estados Unidos, por lo que fue exhibida durante su infancia y juventud como una rareza.

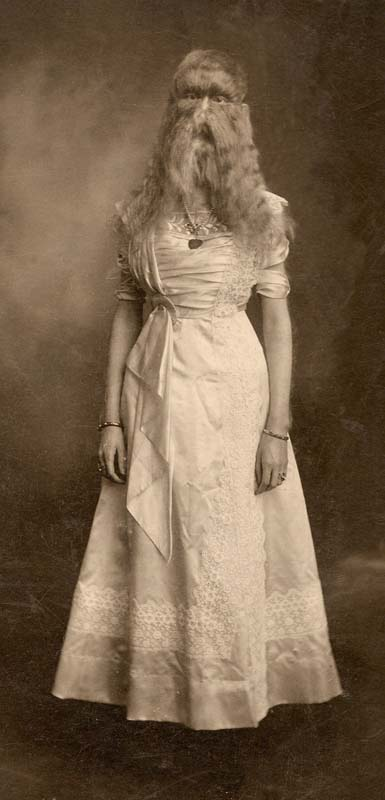
Doherty fotografiada de adolescente

## Biografía
Doherty nació en Minneapolis, Minnesota, el 14 de marzo de 1887, con un suave y largo lanugo dorado por todo el cuerpo, pues era rubia y con ojos azules. Su padre decidió exhibirla desde los dos años a nivel local, en pueblos y ciudades cercanos, pero fue tal el éxito que lo acabó ampliando hasta recorrer todo el Medio Oeste estadounidense. Desde los cinco años fue un "fenómeno de tienda". A finales del siglo XIX en EE. UU. el tipo de espectáculo creado por P. T. Barnum era tan habitual que muchas familias con un miembro peculiar hacían giras por su región alquilando un espacio en tiendas y grandes almacenes, donde vendían entradas para contemplarlo y el dueño del local veía llegar de paso potenciales clientes. Se ganaban así a través del familiar un sustento que les permitía luego retirarse a vivir una vida cómoda. Por ello Alice nunca llegó a ser tan conocida como otros fenómenos dirigidos por grandes promotores en giras extensas, pues era una muchacha tranquila dirigida por su familia sin pretensiones. Hacia 1910, se instalaron en Dallas y poco después Alice se retiraría a vivir con sus padres y hermanos en un cómodo anonimato.
A pesar de que la hipertricosis es una condición muy rara, en su época se exhibieron otros fenómenos contemporáneos famosos que también mostraban anomalías de este tipo, como el caso de Fedor Jeftichew ("Jo-Jo, el chico con cara de perro"), Stephan Bibrowski ("Lionel, el hombre león"), y Annie Jones (una mujer barbuda); otro caso ya a finales del siglo XX es el del mexicano Jesús "Chuy" Aceves ("El hombre lobo").
Doherty se retiró de la exhibición en 1915 y murió a causa de una neumonia bronquial el 13 de junio de 1933.